# António Maria Baptista Fernandes
António Maria Baptista Fernandes (Funchal, 20 de março de 1918 – Lisboa, 17 de outubro de 2016) filho de Manuel Maria Fernandes e de Estela Dionísio Baptista Fernandes, é um cirurgião português, pioneiro na Cirurgia Plástica Reconstrutiva e Estética em Portugal.

## Biografia
Licenciado pela Faculdade de Medicina de Lisboa em 1941, Baptista Fernandes seria, logo em 1942 – depois de ter tido já a oportunidade de trabalhar durante dez meses na área da Medicina Interna com Pulido Valente e outros médicos de renome –, mobilizado como Oficial Médico para o Comando de Defesa Antiaérea, na Horta, Açores, permanecendo nas Ilhas até 1945. Entre 1944 e 1945, no Funchal, realizou Cirurgia Vascular com a equipa de Cid dos Santos.
Regressado a Lisboa, trabalhou, a partir de 1946, como interno de Cirurgia nos então designados Hospitais Civis de Lisboa (conjunto de seis hospitais que ficaria completo com a integração, em 1928, do Hospital dos Capuchos), passando um ano no Curry Cabral em Infecto-Contagiosas, Bacteriologia e Hematologia, para, no ano seguinte, operar na equipa de Mário Conde, nos Capuchos, executando Cirurgia Digestiva Alargada, associada a doença oncológica.
No decurso do Internato Geral, conhecera, em 1946, o inglês Archibald McIndoe, precursor, no pós Primeira e Segunda Guerra Mundial, da Cirurgia Plástica enquanto técnica médico-cirúrgica. Entre os anos de 1948 e 1949, Baptista Fernandes estagia em Inglaterra na área de Cirurgia Plástica, com McIndoe e outros especialistas internacionalmente reconhecidos, casos de Norman Hughes, Harold Gillis, Kilner, Mowlem e Wallace, desenvolvendo técnicas que viria mais tarde a introduzir em Portugal, caso do método de exposição no tratamento de queimados. A Inglaterra regressará novamente entre os anos de 1954 e 1958, com vista à realização de cursos de aperfeiçoamento para especialistas em Cirurgia Plástica.
Entre 1955 e 1962 faz trabalho rotativo como assistente pelos então chamados Hospitais Civis de Lisboa, exercendo funções nas áreas da Cirurgia Geral e de Estomatologia – o que lhe permitiu, trabalhando a zona facial, aprofundar competências do âmbito da Odontologia, Otorrinolaringologia, Oftalmologia, Cirurgia Pediátrica, Ortopedia, Dermatologia e Oncologia, até chegar ao pleno exercício da Cirurgia Plástica Reconstrutiva e Estética. Apesar de todos os seus esforços, não conseguiu fundar no Hospital de São José um serviço de Cirurgia Plástica.
Baptista Fernandes reportaria as dificuldades do exercício da profissão ao longo destes anos, da dureza dos horários ao trabalho pro bono para ajudar pacientes com necessidades urgentes, enfrentando longas listas de espera nos hospitais. Contudo, é nestas situações-limite, que se encontram, admite Baptista Fernandes, os primeiros êxitos da Cirurgia Plástica em Portugal, especialidade ao abrigo da qual o médico seria capaz de somar mais de 30.000 cirurgias realizadas.
Funda, em 1961, a Sociedade Portuguesa de Cirurgia Plástica, Reconstrutiva e Estética, a que presidiu entre 1965 e 1968, sendo de referir a inovação da contratação de um bibliotecário, a revelar preocupações ao nível do acervo documental e sua preservação.
A par da projeção internacional que Baptista Fernandes granjeia já nesta altura, os anos 60 significam também grandes avanços no panorama da Cirurgia Plástica em Portugal. Em 1963, substitui o médico Fernando Cruz na direção do Serviço de Estomatologia e Cirurgia Maxilo-Facial do Hospital Universitário de Santa Maria, iniciando nessa altura a atividade pedagógica, com a colaboração no ensino da cadeira de Dermatologia, ao nível da Cirurgia Plástica Cutânea. Seguindo o modelo inglês, também é da sua responsabilidade a criação da primeira Unidade de Cuidados para Queimados existente em Portugal no Hospital de Santa Maria.
No ano de 1965, a Ordem dos Médicos reconhece a especialidade de Cirurgia Plástica Reconstrutiva e Estética. Nesse mesmo ano, Baptista Fernandes é nomeado pela Ordem dos Médicos para integrar a Comissão Nacional de Avaliação dos currículos dos primeiros especialistas portugueses. Inscrito na Ordem dos Médicos como especialista em 1966, é nomeado membro da sua primeira Comissão Regional para a especialidade de Cirurgia Plástica Reconstrutiva e Estética.
Só em 1977 se assistiria em Portugal à criação do primeiro serviço hospitalar de Cirurgia Plástica, resultante da alteração de nome do Serviço de Estomatologia e Cirurgia Maxilo-Facial do Hospital de Santa Maria – criado em 1952 e chefiado, como foi já referido, por Baptista Fernandes desde 1963 – para Serviço de Cirurgia Plástica e Estomatologia. Ainda em 1977, Baptista Fernandes foi eleito coordenador dos serviços de urgência deste hospital.
Em 1978, é sua a presidência do Colégio de Cirurgia Plástica e em 1979 Baptista Fernandes é eleito presidente da Sociedade Portuguesa de Cirurgia da Mão. Ainda em 1978, é eleito presidente da Comissão de Ensino da Sociedade Portuguesa de Cirurgia Plástica Reconstrutiva e Estética. Em 1981, encontramo-lo como consultor de Cirurgia Plástica e Reconstrutiva do Grupo de Planeamento da Saúde da Área Metropolitana de Lisboa e Sul do país, tutelado pelo Ministério dos Assuntos Sociais.
Encarregado da Cadeira de Cirurgia Plástica Reconstrutiva e Estética da Faculdade de Medicina de Lisboa desde 1975, onde só aceita lecionar após prestar provas conjuntas de doutoramento e agregação, em 1983, com uma dissertação final de doutoramento considerada exemplo único na bibliografia mundial no que diz respeito às técnicas cirúrgicas da articulação temporo-mandibular. Baptista Fernandes torna-se o primeiro professor de Cirurgia Plástica Reconstrutiva e Estética da Faculdade de Medicina de Lisboa e logo no ano seguinte, 1984, o primeiro catedrático da área em Portugal.
A Clínica de Todos-os-Santos, inaugurada em 1973 como o primeiro centro português privado de Cirurgia Plástica, Reconstrutiva e Estética, fica também a dever-lhe a existência. Baptista Fernandes integra ainda as sociedades de Cirurgia Plástica espanhola, inglesa, americana e brasileira, bem como a Sociedade Internacional de Cirurgia Plástica e Estética ou a Federação Ibero-Americana de Cirurgia Plástica.
Reconhecido tanto pelas suas qualidades técnico-profissionais como pelas humanas, quem com este médico teve oportunidade de trabalhar louva a sua preocupação pedagógica, a par de uma rara generosidade e dedicação aos outros. Na Capela dos Anjos, em Algés, casou, em 1951, com a também médica Maria Luísa Simplício Baptista Fernandes, vivendo no concelho de Oeiras desde 1956. Aqui nasceram seis dos seus dez filhos, numa família que tem sido capaz de perpetuar o legado do pai, com o filho, João Baptista Fernandes, e o neto, Tiago Baptista Fernandes, a abraçarem a mesma arte.
A somar à condecoração da Ordem do Infante, em 1992 o município de Oeiras atribuiu-lhe a Medalha de Mérito (ouro) da Câmara Municipal de Oeiras, a que se seguiu, em 2000, a Medalha de Mérito (ouro) da Junta de Freguesia de Paço de Arcos. Em 2009, a Câmara Municipal de Oeiras aprovou uma designação toponímica com o seu nome nesta última vila: a Avenida Professor António Maria Baptista Fernandes. Por último em Novembro de 2014, foi agraciado com a medalha de mérito (grau ouro) pela Ordem dos Médicos.
A riqueza e valor do acervo documental médico-científico que Baptista Fernandes foi capaz de reunir na sua própria casa terá como destino um museu, que a autarquia de Oeiras espera materializar em breve: o Museu Baptista Fernandes.